# Козліни (Поморське воєводство)
Козліни (пол. Koźliny, нім. Güttland) — село в Польщі, у гміні Сухий Домб Ґданського повіту Поморського воєводства.
Населення — 718 осіб (2011).
У 1975-1998 роках село належало до Гданського воєводства.

## Демографія
Демографічна структура станом на 31 березня 2011 року:
|          | Загалом | Допрацездатний вік | Працездатний вік | Постпрацездатний вік |
| -------- | ------- | ------------------ | ---------------- | -------------------- |
| Чоловіки | 372     | 84                 | 275              | 13                   |
| Жінки    | 346     | 91                 | 216              | 39                   |
| Разом    | 718     | 175                | 491              | 52                   |